# Recinto de Montu

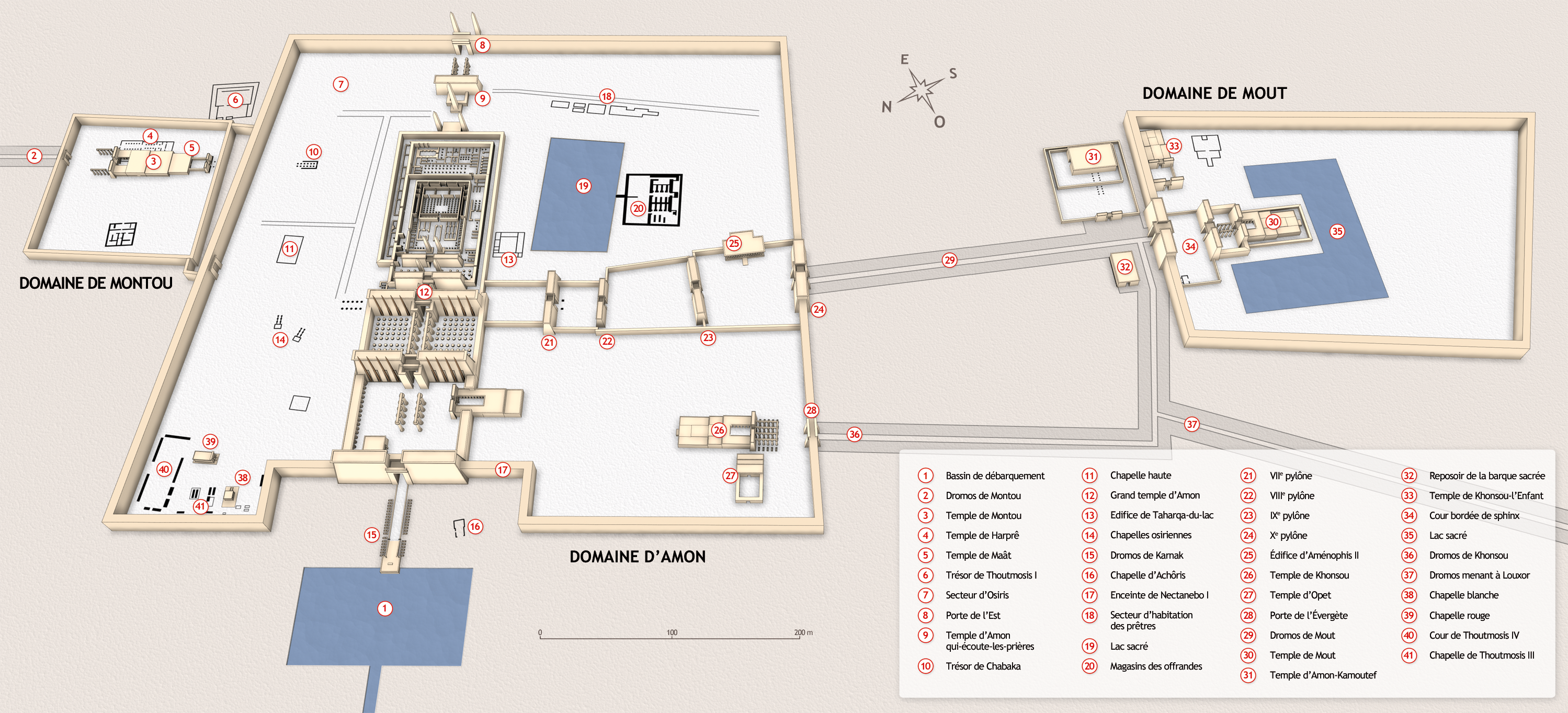
Planta del complejo religioso de Karnak. Al norte del recinto de Amón-Ra, el recinto de Montu.

El recinto de Montu, situado cerca de Luxor (Egipto), es uno de los principales cuatro recintos de templos que componen el inmenso complejo templario de Karnak. Está dedicado al dios de la guerra egipcio Montu. Su superficie es de alrededor de 20.000 m2. La mayoría de sus monumentos están mal conservados.

## Características

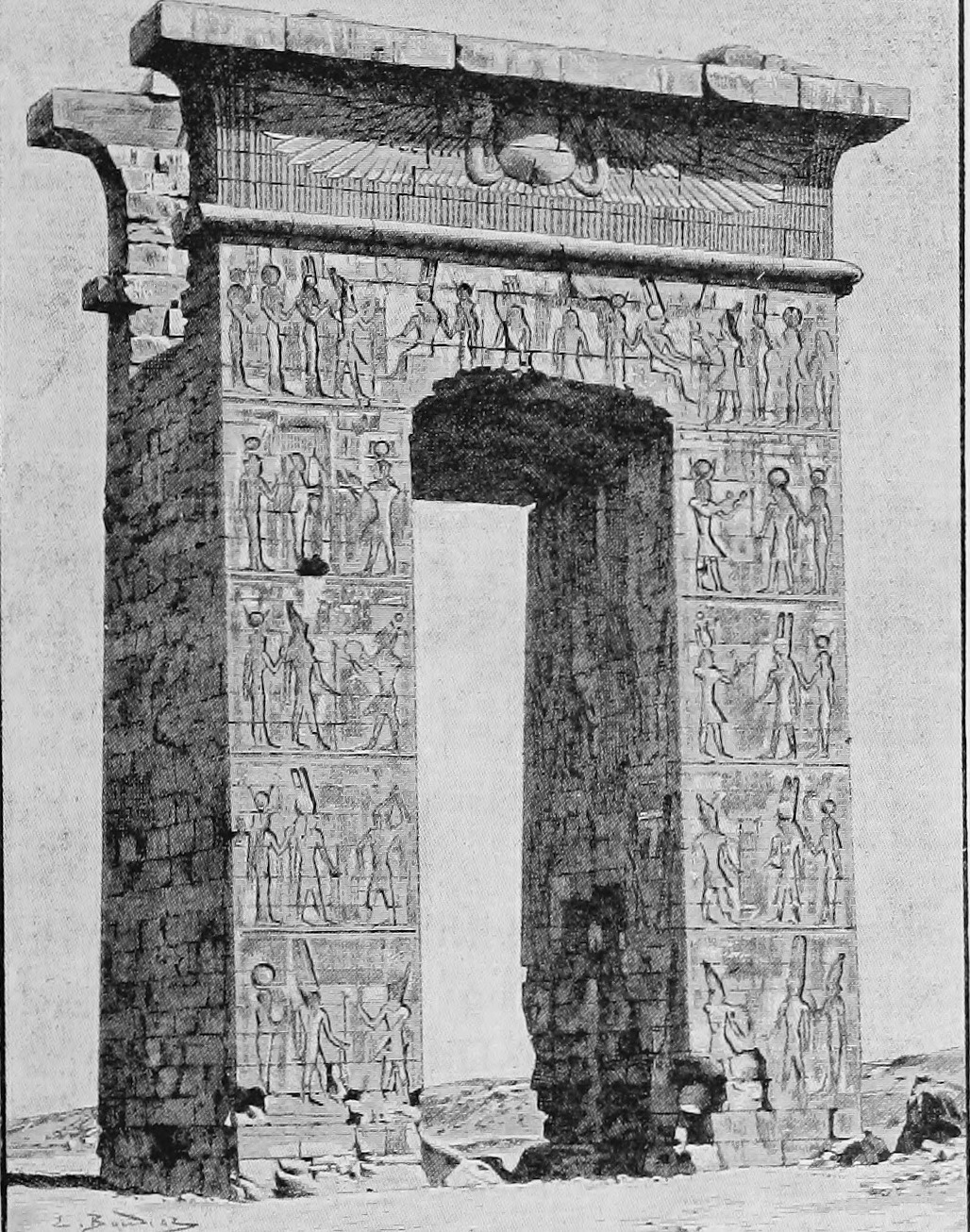
Puerta de Ptolomeo III y Ptolomeo IV.

Los principales elementos arquitectónicos del recinto de Montu son el templo de Montu, el templo de Harpre, el templo de Maat, el lago sagrado y la puerta de Ptolomeo III Evergetes / Ptolomeo IV Filopator, que es la estructura más visible del lugar y puede verse fácilmente desde el interior del recinto de Amón-Ra. 
Esta puerta también recibe el nombre de Bab el'Adb. A esta gran puerta monumental se accedía a través de un dromos que partía de un muelle y desembocaba en un canal que conectaba con el templo de Montu de Medamud, más al norte de la ciudad. A través de esta puerta, se llegaba a un gran patio que estaba decorado por una columnata que databa del periodo de la dinastía XXV y remodelada por los lágidas, que precedía al templo del dios. 
En el sur, una serie de puertas se abrían a una serie de bóvedas de culto a las divinas adoratrices de Amón, que se encontraban junto a la parte norte del recinto de Amón-Ra. El recinto fue construido con ladrillos de barro y restaurado por Nectanebo en la dinastía XXX.
El recinto incluía un lago sagrado y edificios administrativos, lo que nos da una idea de lo que protegían los recintos de culto tras sus poderosos muros de adobe. Justo al este de este recinto, se han descubierto los restos de un antiguo edificio de administración tributaria que data al menos de Tutmosis I de la dinastía XVIII. Se cree que fue el puesto de trabajo del tesorero, una figura de alto rango en la antigua administración egipcia. 
Encerrados por una muralla, se accedía a los edificios a través de una única entrada que conducía al complejo administrativo que contenía las salas en las que se guardaban los registros contables del reino en papiros, así como los valiosos bienes pertenecientes al tesoro real. Es el único edificio de esta importante rama de la antigua administración egipcia que se ha descubierto hasta la fecha, y su estudio sigue en curso.
También se han encontrado restos de un vecindario de la Antigua Tebas contiguos a la parte occidental del recinto. Las casas estaban unidas a la pared de adobe y estaban separadas por pequeños callejones tortuosos que formaban un verdadero laberinto. Estas viviendas, talleres y tiendas lindaban con los recintos divinos, cuya función era, además de proteger a los santuarios, delimitar lo profano de lo sagrado.
Cerca de este recinto, siempre más al oeste, están los restos de una puerta de templo o capilla, consistente en los dos montantes de la puerta, decorados con relieves que datan de la época ptolemaica.

### Templo de Montu

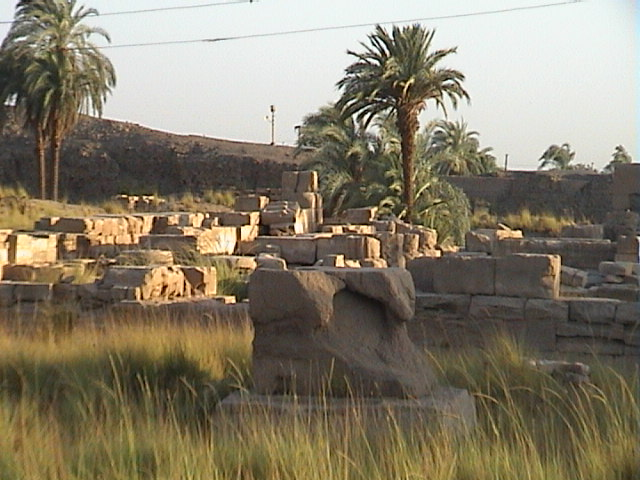
Ruinas en el recinto de Montu.

El templo de Montu fue construido originalmente alrededor de 1391-1355 a. C. Contaba con las partes tradicionales de un templo egipcio, con un pilono, un patio y salas con columnas. Las ruinas del templo datan del reinado de Amenhotep III, que reconstruyó el santuario de la época del Reino Medio y lo dedicó a Montu-Ra. Ramsés II aumentó el tamaño del templo añadiendo un patio delantero y erigiendo en él dos obeliscos. Un gran patio con pórtico daba sobre la sala hipóstila abierta en el patio, característica de los edificios del reinado de Amenhotep I. El santuario se compone de una sala con cuatro columnas que sirve a varias bóvedas del culto y que da sobre la sala de la barca sagrada que precedía a la naos del dios.

### Templo de Maat
El templo de Maat es el único templo existente dedicado a la deidad Maat. El templo sirvió de tribunal para juzgar a los saqueadores de tumbas reales bajo el reinado de Ramsés IX a finales de la dinastía XX.

### Templo de Harpre
La primera construcción del templo de Harpre puede remontarse a la dinastía XXI, aunque en su mayor parte fue edificado bajo el reinado de Acoris, de la dinastía XXIX.

## Excavaciones
Aunque el recinto de Montu está muy arruinado y no se puede visitar, se está reexcavando desde 2018 y se han encontrado elementos arquitectónicos como capillas de adobe no registradas hasta ahora.